# Óliver Torres
Óliver Torres Muñoz, noto semplicemente come Óliver (Navalmoral de la Mata, 10 novembre 1994), è un calciatore spagnolo, centrocampista o attaccante del Monterrey.

## Caratteristiche tecniche
Giocatore molto dotato tecnicamente e duttile tatticamente, può agire anche da ala, mezzala o da trequartista..

## Carriera

### Club
Óliver viene ingaggiato dall'Atletico Madrid a soli 13 anni, nell'estate del 2008. Trascorre quattro anni nelle giovanili prima di approdare in prima squadra, per volere di Diego Simeone.

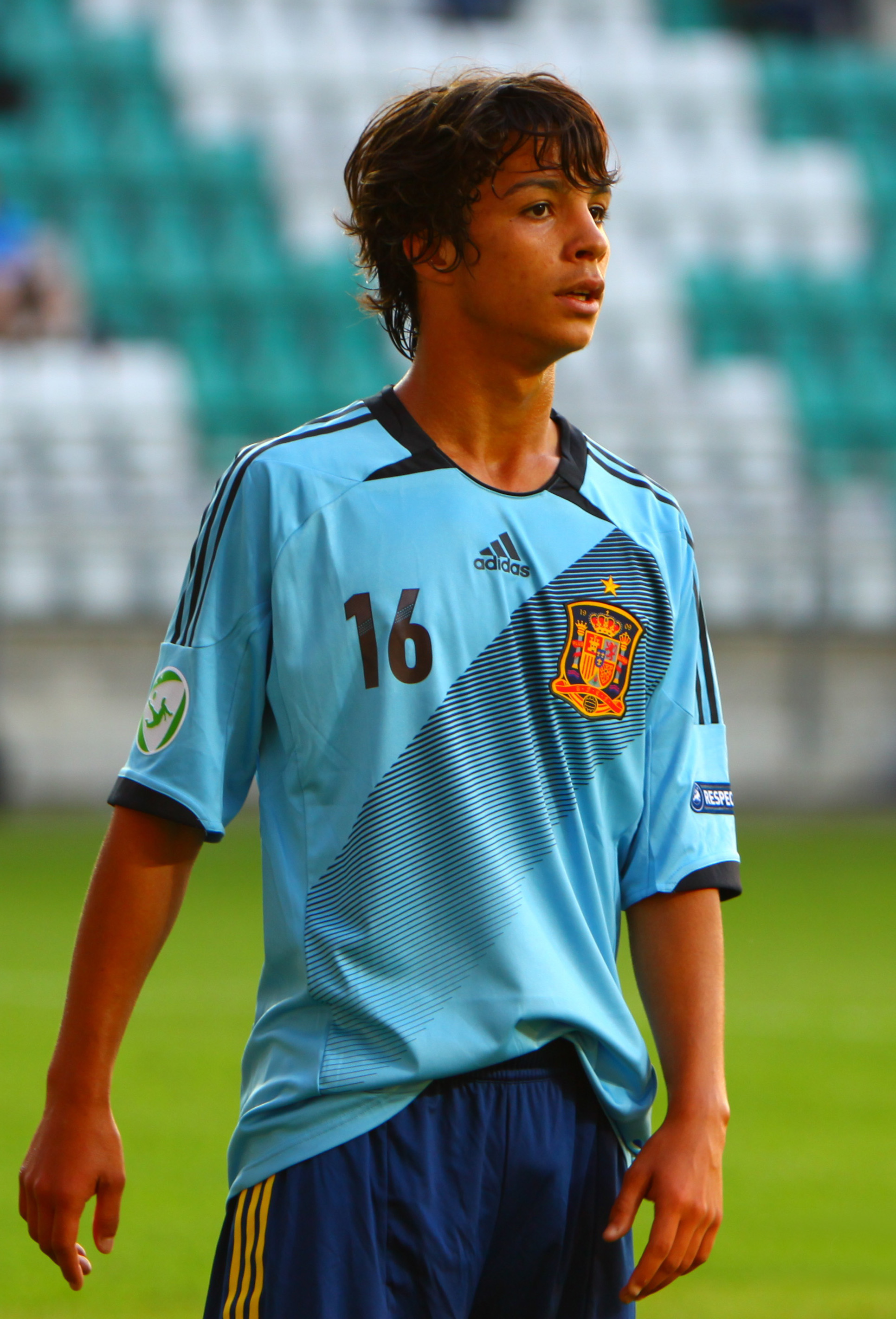
Óliver Torres con la maglia della nazionale Under-19 spagnola al Campionato europeo di calcio Under-19 2012

Viene convocato per la prima volta in prima squadra nell'aprile del 2012 per la partita contro il Real Betis e fa il suo debutto contro il Levante il 20 agosto, nella prima giornata della Primera División.
Il 22 agosto 2013 fa il suo esordio nella Supercoppa di Spagna, subentrando a Koke, contro il Barcellona. Il 27 ottobre successivo, realizza il suo primo gol in campionato, contro il Betis Siviglia dopo meno di un minuto dall'inizio della gara.
Il 31 gennaio 2014 si trasferisce in prestito al Villarreal fino al termine della stagione.
Il 4 luglio 2014 si trasferisce in prestito al Porto. Disputa un totale di 40 partite con i Dragões segnando anche 7 reti. A fine stagione è stato eletto giocatore rivelazione.
Il 15 luglio 2019 viene ingaggiato dal Siviglia, per 12 milioni, con cui firma un contratto fino al giugno 2024. Il 19 settembre successivo, segna la sua prima rete con la maglia andalusa, nella partita di Europa League vinta per 3-0 in trasferta contro il Qarabağ. Si ripete una settimana più tardi andando a segno anche in campionato, nella partita persa per 3-2 in trasferta contro l'Eibar. Il 30 giugno del 2020 sigla una doppietta, nella partita vinta per 3-0 fuori casa contro il Leganés.

### Nazionale
Compie la trafila delle nazionali spagnole giovanili. Nel 2012 ha vinto con la sua nazionale gli Europei Under-19; ha poi partecipato ai Mondiali Under-20 del 2013, e nello stesso anno ha giocato alcune partite di qualificazione agli Europei Under-21.

## Statistiche

### Presenze e reti nei club
Statistiche aggiornate al 21 maggio 2023.
| Stagione               | Squadra                | Campionato             | Campionato | Campionato | Coppe nazionali | Coppe nazionali | Coppe nazionali | Coppe continentali | Coppe continentali | Coppe continentali | Altre coppe | Altre coppe | Altre coppe | Totale | Totale |
| Stagione               | Squadra                | Comp                   | Pres       | Reti       | Comp            | Pres            | Reti            | Comp               | Pres               | Reti               | Comp        | Pres        | Reti        | Pres   | Reti   |
| ---------------------- | ---------------------- | ---------------------- | ---------- | ---------- | --------------- | --------------- | --------------- | ------------------ | ------------------ | ------------------ | ----------- | ----------- | ----------- | ------ | ------ |
| 2012-2013              | Atlético Madrid        | PD                     | 8          | 0          | CR              | 2               | 0               | UEL                | 0                  | 0                  | SU          | 0           | 0           | 10     | 0      |
| 2013-gen. 2014         | Atlético Madrid        | PD                     | 7          | 1          | CR              | 2               | 0               | UCL                | 4                  | 0                  | SS          | 1           | 0           | 14     | 1      |
| gen.-giu. 2014         | Villarreal             | PD                     | 9          | 0          | CR              | 0               | 0               | -                  | -                  | -                  | -           | -           | -           | 9      | 0      |
| 2014-2015              | Porto                  | PL                     | 26         | 7          | TP+TL           | 1+3             | 0               | UCL                | 10                 | 0                  | -           | -           | -           | 40     | 7      |
| 2015-2016              | Atlético Madrid        | PD                     | 21         | 0          | CR              | 5               | 0               | UCL                | 7                  | 1                  | -           | -           | -           | 33     | 1      |
| ago. 2016              | Atlético Madrid        | PD                     | 0          | 0          | CR              | 0               | 0               | UCL                | 0                  | 0                  | -           | -           | -           | 0      | 0      |
| Totale Atletico Madrid | Totale Atletico Madrid | Totale Atletico Madrid | 36         | 1          |                 | 9               | 0               |                    | 11                 | 1                  |             | 1           | 0           | 57     | 2      |
| ago. 2016-2017         | Porto                  | PL                     | 29         | 3          | CP+CdL          | 1+2             | 0               | UCL                | 7                  | 0                  | -           | -           | -           | 39     | 3      |
| 2017-2018              | Porto                  | PL                     | 19         | 0          | CP+CdL          | 4+2             | 0               | UCL                | 3                  | 0                  | -           | -           | -           | 28     | 0      |
| 2018-2019              | Porto                  | PL                     | 25         | 2          | CP+CdL          | 5+3             | 0               | UCL                | 5                  | 0                  | SP          | 1           | 0           | 39     | 2      |
| Totale Porto           | Totale Porto           | Totale Porto           | 99         | 12         |                 | 21              | 0               |                    | 25                 | 0                  |             | 1           | 0           | 146    | 12     |
| 2019-2020              | Siviglia               | PD                     | 28         | 3          | CR              | 4               | 2               | UEL                | 5                  | 1                  | -           | -           | -           | 37     | 6      |
| 2020-2021              | Siviglia               | PD                     | 32         | 0          | CR              | 6               | 0               | UCL                | 7                  | 0                  | SU          | 1           | 0           | 46     | 0      |
| 2021-2022              | Siviglia               | PD                     | 26         | 2          | CR              | 4               | 0               | UCL+UEL            | 4+4                | 0                  | -           | -           | -           | 38     | 2      |
| 2022-2023              | Siviglia               | PD                     | 30         | 3          | CR              | 4               | 0               | UCL+UEL            | 0+7                | 0+0                | -           | -           | -           | 41     | 3      |
| Totale Siviglia        | Totale Siviglia        | Totale Siviglia        | 116        | 8          |                 | 18              | 2               |                    | 27                 | 1                  |             | 1           | 0           | 162    | 11     |
| Totale carriera        | Totale carriera        | Totale carriera        | 260        | 20         |                 | 48              | 2               |                    | 63                 | 2                  |             | 3           | 0           | 375    | 24     |

## Palmares

### Club

#### Competizioni nazionali
- Coppa di Spagna: 1

Atlético Madrid: 2012-2013
- Campionato portoghese: 1

Porto: 2017-2018
- Supercoppa di Portogallo: 1

Porto: 2018

#### Competizioni internazionali
- UEFA Europa League: 2

Siviglia: 2019-2020, 2022-2023
- UEFA-CONMEBOL Club Challenge: 1

Siviglia: 2023